# Frédéric Leturque
 (septembre 2020).
Frédéric Leturque, né le 10 septembre 1968 à Arras (Pas-de-Calais), est un homme politique français. 
Il est maire d'Arras depuis 2011, président de la communauté urbaine d'Arras depuis 2020, conseiller régional du Nord-Pas-de-Calais puis de la nouvelle grande région Hauts-de-France depuis 2015, président de l’association des maires du Pas-de-Calais depuis 2020 et de la fédération des maires des Hauts-de-France (en 2020).
Dans son palmarès national, le Cercle des élus locaux le place dans les « 100 élus à suivre en 2025 ».

## Biographie

### Origines et vie familiale
Frédéric Leturque est né le 10 septembre 1968 à Arras.
Il passe son enfance à Puisieux, commune du canton de Pas-en-Artois dans le Pas-de-Calais, où il participe aux discussions politiques entre une famille partagée entre ses origines de gauche (un grand-père communiste et une grand-mère socialiste) d'un côté et des grands-parents gaullistes sociaux de l'autre.

### Études et formation
Après son baccalauréat, Frédéric Leturque entame des études de commerce qu'il abandonne pour entrer dans l'entreprise Pechiney à Dunkerque où il est chargé des relations avec les collectivités territoriales et les écoles. Il est ensuite l'un des premiers à tester le dispositif du service national ville dans le cadre du service national civil, à la suite du vote de la loi Joxe le 4 janvier 1992. Affecté au collège Péguy, il en retire un enseignement qui le conduit vers la prise de responsabilités politiques, et prend contact avec la mairie d'Arras en 1993.
Ayant repris des études, il est diplômé d'études supérieures spécialisées (DESS) en science politique en communication politique et sociale à la Sorbonne, et d'une maîtrise de marketing et de communication d’entreprises à l’IAE de Lille,.

### Carrière professionnelle
Frédéric Leturque dispense des cours à l'Institut d'administration des entreprises de Lille (IAE - communication institutionnelle) de 1999 à 2018, à l'Institut des stratégies et techniques de communication (ISTC de Lille - stratégie de lobbying) de 2005 à 2016, et à l'Institut catholique de Lille en communication publique et territoriale de 2011 à 2016. Il enseignait jusque 2011 à l'université d'Artois (sciences politiques) et jusque 2012 à l'EDHEC (développement économique local).

### Carrière politique
Aux élections municipales de 1995, il conduit une liste à Puisieux, au moment où Jean-Marie Vanlerenberghe conduit la sienne, à Arras. « La logique aurait voulu que je sois élu maire de Puisieux et Jean-Marie conseiller municipal d'opposition à Arras... C'est l'inverse qui s'est produit. » Il sera ensuite le directeur de cabinet du nouveau maire d'Arras pendant six ans.
Il s'engage jeune en politique au sein de l'UDF, parti de l'ancien président de la République Valéry Giscard d'Estaing. En 2007, il rejoint le MoDem, créé par François Bayrou à la suite de l'élection présidentielle.
Lors des élections régionales de 2010, il conduit la liste de son parti dans le Pas-de-Calais, arrivant en cinquième position à Arras avec 11,52 % des suffrages et en sixième position dans le Pas-de-Calais avec 3,63% des suffrages. 
Le 14 novembre 2011, il succède au sénateur-maire Jean-Marie Vanlerenberghe en tant que maire d'Arras, ce dernier lui ayant passé le témoin en cours de mandat,.
Le 18 septembre 2012, il annonce quitter le MoDem et rejoindre l'UDI, nouveau parti politique créé par Jean-Louis Borloo.
Le 8 juin 2013, il est élu président de l'UDI du Pas-de-Calais et devient membre du bureau exécutif national de l'UDI présidé par Jean-Christophe Lagarde.
Le 23 mars 2014, il est réélu maire d'Arras dès le premier tour des élections municipales avec 56,51 % des voix.
Candidat sur les listes de Xavier Bertrand lors de l'élection régionale de 2015 en Nord-Pas-de-Calais-Picardie, il est élu conseiller régional. Le 23 décembre 2015, il prend la tête du groupe UDI-Union Centriste, puis est relevé de ses fonctions à la suite d’un vote de défiance le 2 décembre 2016. Il est remplacé par Valérie Létard, vice-présidente du conseil régional des Hauts-de-France. 
Il intègre la direction de Les Centristes comme vice-président à la suite de la fusion du Nouveau Centre et des « Bâtisseurs de l'UDI » animé par Hervé Morin en décembre 2016.
Après le décès brutal de Philippe Rapeneau le 31 juillet 2018, président de la communauté urbaine d'Arras (CUA), Frédéric Leturque, vice-président de la CUA, propose une entente à Pascal Lachambre, président par intérim, afin de gouverner conjointement l'intercommunalité. En coulisses, certains maires ruraux, associés à des membres de la majorité municipale d'Arras, refusent d'apporter leur soutien à Frédéric Leturque . Le 13 septembre 2018, Pascal Lachambre est élu président de la CUA et Frédéric Leturque premier vice-président, associé à toutes les décisions. 
Il se rallie au président Emmanuel Macron dans un contexte national où les élus locaux cherchent à neutraliser les oppositions sur leur territoire de toute montée des groupes LREM à l'occasion des prochaines municipales de 2020.
Il candidate de nouveau à la mairie d'Arras pour les élections municipales de 2020, lors desquelles il est réélu dès le premier tour avec 56,58 % des suffrages exprimés. Sur sa liste, il avait intégré en position éligible la jeune Éléonore Laloux, devenue en mars 2020 la première personne atteinte de trisomie élue dans une grande ville française. 
Le 13 juillet 2020, il est élu président de la communauté urbaine d’Arras à une très large majorité. Il est d'ailleurs le premier président de la communauté urbaine à avoir obtenu autant de voix en sa faveur, avec 83 votes sur 84 exprimés.
Le 1er octobre 2020, ses pairs l’élisent président de l'association des maires du Pas-de-Calais.
Dans son palmarès national, le Cercle des élus locaux le place dans les « 100 élus à suivre en 2025 ».

## Détail des mandats et fonctions politiques

### Mandats locaux

#### Conseil municipal de Puisieux
- Conseiller municipal d'opposition de 1995 à 2001

#### Conseil municipal d'Arras
- Adjoint au maire, chargé de la jeunesse et de la politique de la ville de 2001 à 2008
- Adjoint au maire, chargé de la cohésion sociale et du renouvellement urbain de 2008 à 2011
- Maire depuis le 14 novembre 2011, réélu le 23 avril 2014 et le 15 mars 2020, à chaque fois dès le premier tour de scrutin

#### Communauté urbaine d'Arras
- Vice-président de la communauté urbaine d'Arras, délégué à la politique de la ville, prévention, sécurité et aide aux victimes de 2001 à 2008
- Vice-président, chargé du logement et président de la commission du développement social et solidaire de 2008 à 2014
- Vice-président, chargé de l'habitat et de la politique de la ville de 2014 à 2018, puis premier vice-président chargé de l’habitat et de l’urbanisme de 2018 à 2020
- Président depuis le 13 juillet 2020

#### Conseil régional du NPdC puis des HdF
- Conseiller régional du Nord-Pas-de-Calais de 2004 à 2010
- Conseiller régional des Hauts-de-France (fusion entre le Nord-Pas-de-Calais et la Picardie) depuis le 13 décembre 2015. Frédéric Leturque a présidé le groupe UDI-Union Centriste au conseil régional en 2016
- Président du comité régional du tourisme et des congrès[20] de décembre 2015 à 2021
- Premier vice-président des Hauts-de-France mobilités de 2015 à 2021
- Président de la commission « accessibilité » de la métropole depuis 2021

#### Autres engagements
- Président de l’AMF62 depuis 2020 (association des maires du Pas-de-Calais) et président de la fédération des maires des Hauts de France (2020/2021). Membre depuis 2014 du conseil d’administration
- Co-président de la commission éducation de l’AMF nationale (Association des maires de France) depuis 2020 et membre du groupe de travail laïcité (membre, depuis 2014, de la commission éducation et culture)
- Membre, depuis 2014, du bureau du SDIS du Pas-de-Calais (Service départemental d’incendie et de secours)
- Vice-président de France urbaine, co-président de la commission nationale politique de la ville et cohésion sociale
- Membre du conseil d'administration de l’Agence nationale de la cohésion des territoires (ANCT) au titre de France urbaine en novembre 2020
- Membre fondateur du parti Les Centristes d'Hervé Morin), vice-président et porte-parole, militant centriste depuis 1993

### Fonctions issues de ses mandats locaux
Le 19 juin 2014, Frédéric Leturque devient membre du conseil d'administration de la Fédération des villes de France, fédération regroupant les villes moyennes de France et présidée par Caroline Cayeux, sénatrice et maire de Beauvais. Il en a été le secrétaire général de 2014 à 2020.
Depuis 2001, il est également membre du conseil de surveillance du centre hospitalier d’Arras ; il en devient le président en 2014. Il occupe la fonction de membre du groupement territorial artois ternois (GHAT)  depuis 2016 et il est membre du CA de la Fédération hospitalière de France (FHF) et du bureau de la FHF Hauts de France de 2016 à 2020.
Il entre en 2019 en tant que membre du conseil d’administration de la Fondation du Crédit Agricole jusqu'en 2022 et du Conseil national des villes.
Depuis 2020, Frédéric Leturque est membre du conseil d’administration de la société publique locale (SPL) du Pays d’Artois chargé du tourisme et des congrès (président 2018-2020), membre du conseil syndical du Syndicat mixte Artois valorisation (SMAV), du conseil d’administration du Syndicat coopération et d'orientation du territoire de l’Artois (SCOTA) et vice-président du Pôle métropolitain Artois Douaisis.

### Fonctions politiques
Jusqu'en 2007, Frédéric Leturque est délégué départemental et membre du bureau politique national de l'UDF. Il est ensuite délégué départemental, membre du bureau départemental et du conseil national du Mouvement démocrate jusqu'en 2012.
Il est membre fondateur de l'Union des démocrates et indépendants (UDI) et secrétaire national de l'UDI chargé de l'industrie depuis mai 2015. Il préside l'UDI du Pas-de-Calais depuis le 8 juin 2013. En septembre 2017, il est suspendu de l'UDI à la suite de son soutien à la liste de la majorité présidentielle aux élections sénatoriales, liste emmenée par Jean-Marie Vanlerenberghe, sénateur du groupe Union centriste. 
Frédéric Leturque est vice-président de la formation politique Les Centristes dirigée par Hervé Morin.  
En juin 2015, Frédéric Leturque est élu au directoire de l'Institut Aspen France, branche française d'un réseau international d'échanges et de réflexion qui se donne pour mission de « rapprocher des leaders de tous horizons et de toutes générations en organisant un dialogue dans un esprit ouvert et non-partisan, d'agir sur les grands enjeux contemporains et de saisir les opportunités de demain ».
Le 23 décembre 2015, il prend la tête du groupe UDI à l'assemblée régionale des Hauts-de-France avant d’y être remplacé, à la suite d'un vote de défiance le 2 décembre 2016, par Valérie Létard.

## Distinctions
Frédéric Leturque est fait chevalier de l'ordre des Palmes académiques le 6 mars 2017.
Le 31 décembre 2019, il est nommé au grade de chevalier dans l'ordre national de la Légion d'honneur au titre de « maire d'Arras ( Pas-de-Calais ) ; 29 ans de services »